# Ferdinand Abt (Politiker)
August Ferdinand Abt (* 26. Oktober 1849 in Frankfurt am Main; † 8. November 1933 ebenda) war ein deutscher  Architekt und Abgeordneter  des Provinziallandtages Hessen-Nassau.

## Leben
August Ferdinand Abt wurde als Sohn des Gärtners Johannes Abt (1825–1878) und dessen Gemahlin Catharina Magdalena Ditzel (1826–1890) geboren. Er heiratete 1874 in Frankfurt am Main Anna Sophie Elisabeth Glock (1854–1936), die Tochter des Metzgermeisters Christian Friedrich Glock.
Zwischen 1864 und 1867 erhielt er eine praktische Ausbildung im Baufach und besuchte gleichzeitig die Städelsche Kunstschule, Abteilung Baukunst. Danach studierte er an der TH Berlin 1867 bis 1869 und wurde Architekt. Als Bauleiter arbeitete er in Berlin, Wien und Budapest und gründete 1873 ein Baugeschäft in Frankfurt. Dieses organisierte er 1898 neu und nannte es Koch & Grimm, Hoch-, Tief- und Stahlbetonbau.
Abt war politisch aktiv und von 1902 bis 1918 Mitglied der Stadtverordnetenversammlung der Stadt Frankfurt. 
Von 1905 bis 1918 war er Abgeordneter des Nassauischen Kommunallandtages für den Regierungsbezirk Wiesbaden  und des Provinziallandtages Hessen-Nassau.